# Invasão Aliada da Itália
A invasão aliada da Itália foi o desembarque anfíbio aliado na Itália continental que ocorreu a partir de 3 de setembro de 1943, durante a campanha italiana da Segunda Guerra Mundial. A operação foi realizada pelo 15º Grupo de Exércitos do General Harold Alexander (compreendendo o Quinto Exército Americano do General Mark W. Clark e o Oitavo Exército Britânico do General Bernard Montgomery) e seguiu a bem-sucedida invasão aliada da Sicília. A principal força de invasão desembarcou na costa oeste da Itália em Salerno em 9 de setembro como parte da Operação Avalanche, enquanto duas operações de apoio ocorreram na Calábria (Operação Baytown) e Tarento (Operação Slapstick).
Após a derrota do Eixo no Norte da África em maio de 1943, os Aliados discordaram sobre o próximo passo; Churchill defendia a invasão da Itália, acreditando que a rendição italiana enfraqueceria o Eixo e abriria o Mediterrâneo ao tráfego aliado. O General George C. Marshall preferia focar na invasão da Europa continental, mas com o adiamento da invasão da França para 1944, ambos concordaram com a invasão da Sicília, seguida da invasão da Itália após a queda de Mussolini em julho de 1943. Os Aliados esperavam que a invasão acelerasse a rendição italiana e enfraquecesse as tropas alemãs, embora a resistência na Itália continuasse até o final da guerra.
O plano inicial previa uma invasão limitada, mas a derrubada de Mussolini possibilitou uma invasão em duas frentes: a captura de Nápoles e um avanço pela costa ocidental. A Operação Baytown, iniciada pelo Oitavo Exército Britânico, encontrou pouca resistência, enquanto a Operação Avalanche encontrou forte resistência alemã em Salerno, onde os Aliados desembarcaram em uma ampla frente. A Luftwaffe respondeu com bombardeios intensos contra as forças aliadas e suas embarcações. Apesar de dificuldades iniciais e perdas significativas, reforços aerotransportados ajudaram a consolidar a posição dos Aliados. Em 16 de setembro, o Oitavo Exército Britânico começou a pressionar as forças alemãs, levando a uma retirada gradual das tropas do Eixo em direção ao norte.
Com Salerno segura, os Aliados avançaram para Nápoles e, em outubro de 1943, controlavam o sul da Itália. A campanha na Itália se tornou uma série de batalhas árduas contra defesas bem preparadas em terreno montanhoso. O Tenente-General Mark W. Clark foi condecorado pela sua liderança durante a invasão de Salerno.

## Consequências
O 10º Exército chegou perto de derrotar a cabeça de ponte de Salerno. A teimosa resistência inicial dos grupos de batalha da 16ª Divisão Panzer e a capacidade dos alemães de mover reforços terrestres mais rapidamente do que os Aliados poderiam desembarcar forças de acompanhamento por mar ou ar quase derrubaram a batalha. Os planejadores do Quinto Exército concentraram o peso principal de suas forças no X Corpo em sua ala esquerda, de acordo com seu objetivo principal de avançar sobre Nápoles. No entanto, isso deixou sua ala direita muito escassa para defender o flanco direito do X Corps e deixou uma fraqueza particular no limite do corpo.  Os alemães, conscientes do tempo limitado disponível para lidar com os desembarques de Salerno por causa da inevitável chegada do Oitavo Exército, foram obrigados a fazer tentativas apressadas e descoordenadas para forçar uma decisão rápida, não tendo conseguido romper as linhas aliadas e explorar os ganhos em face da superioridade aérea e naval dos Aliados. Foi nessa época que Adolf Hitler ficou do lado da visão de seu comandante do Grupo de Exércitos no norte da Itália, Erwin Rommel, e decidiu que defender a Itália ao sul de Roma não era viável. Como resultado, Kesselring foi proibido de convocar reservas do Grupo de Exércitos do Norte.
Os argumentos estratégicos de Kesselring persuadiram Hitler de que os Aliados deveriam ser mantidos longe das fronteiras alemãs e impedidos de obter os recursos petrolíferos dos Bálcãs. Em 6 de novembro ordenou que Rommel se retirasse para o norte da França e deu a Kesselring o comando de toda a Itália, instruindo-o a manter Roma nas mãos dos alemães pelo maior tempo possível.
No início de outubro de 1943, todo o sul da Itália estava nas mãos dos Aliados. Os exércitos aliados ficaram de frente para a Linha Volturno, a primeira de uma série de linhas defensivas preparadas que atravessam a Itália, a partir das quais os alemães optaram por lutar em ações retardadoras, cedendo terreno lentamente e ganhando tempo para completar a preparação da Linha de Inverno, sua linha defensiva mais forte ao sul de Roma. A próxima etapa da campanha italiana tornou-se um trabalho árduo e de desgaste contra defesas bem-preparadas em terreno e condições climáticas que favoreciam a defesa. As condições climáticas prejudicaram as vantagens dos Aliados em equipamentos mecanizados e superioridade aérea. Demorou até meados de janeiro de 1944 para lutar através de três linhas defensivas auxiliares para alcançar a Linha Gustav, a espinha dorsal das defesas da Linha de Inverno, preparando o cenário para as quatro batalhas de Monte Cassino, que ocorreram entre janeiro e maio de 1944.

## Fotos da campanha

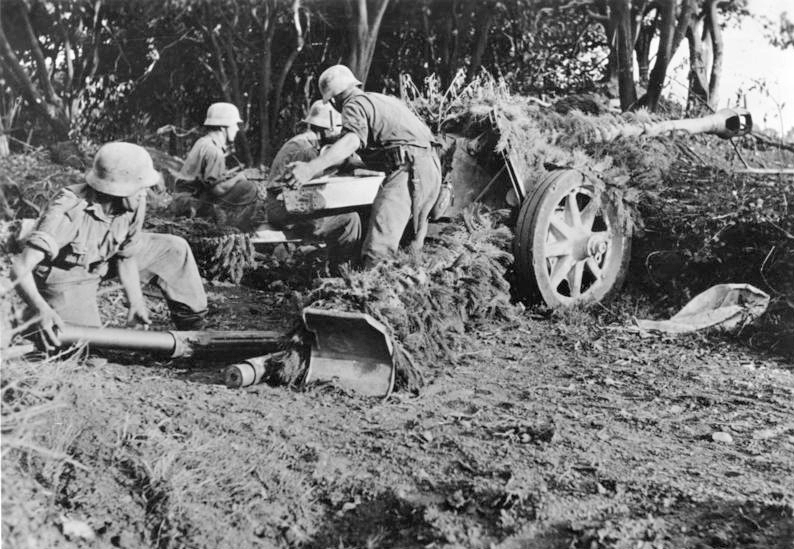
Soldados alemães preparando um canhão na costa de Salerno em preparação para os desembarques Aliados.
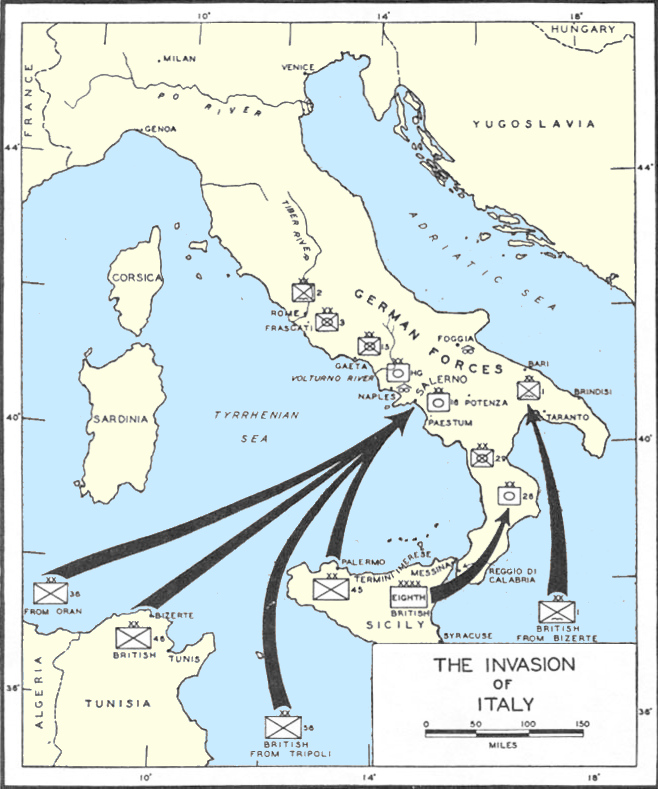
O mapa da invasão da Itália.
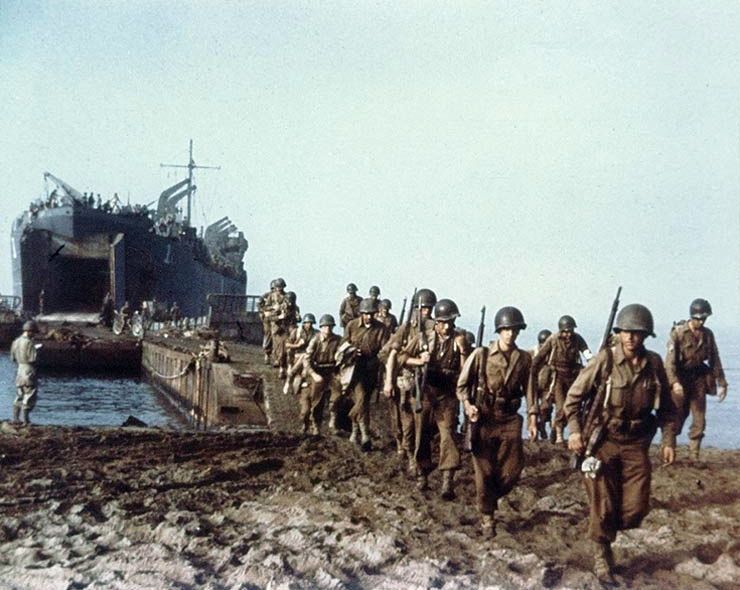
Infantaria americana desembarcando em Salerno.
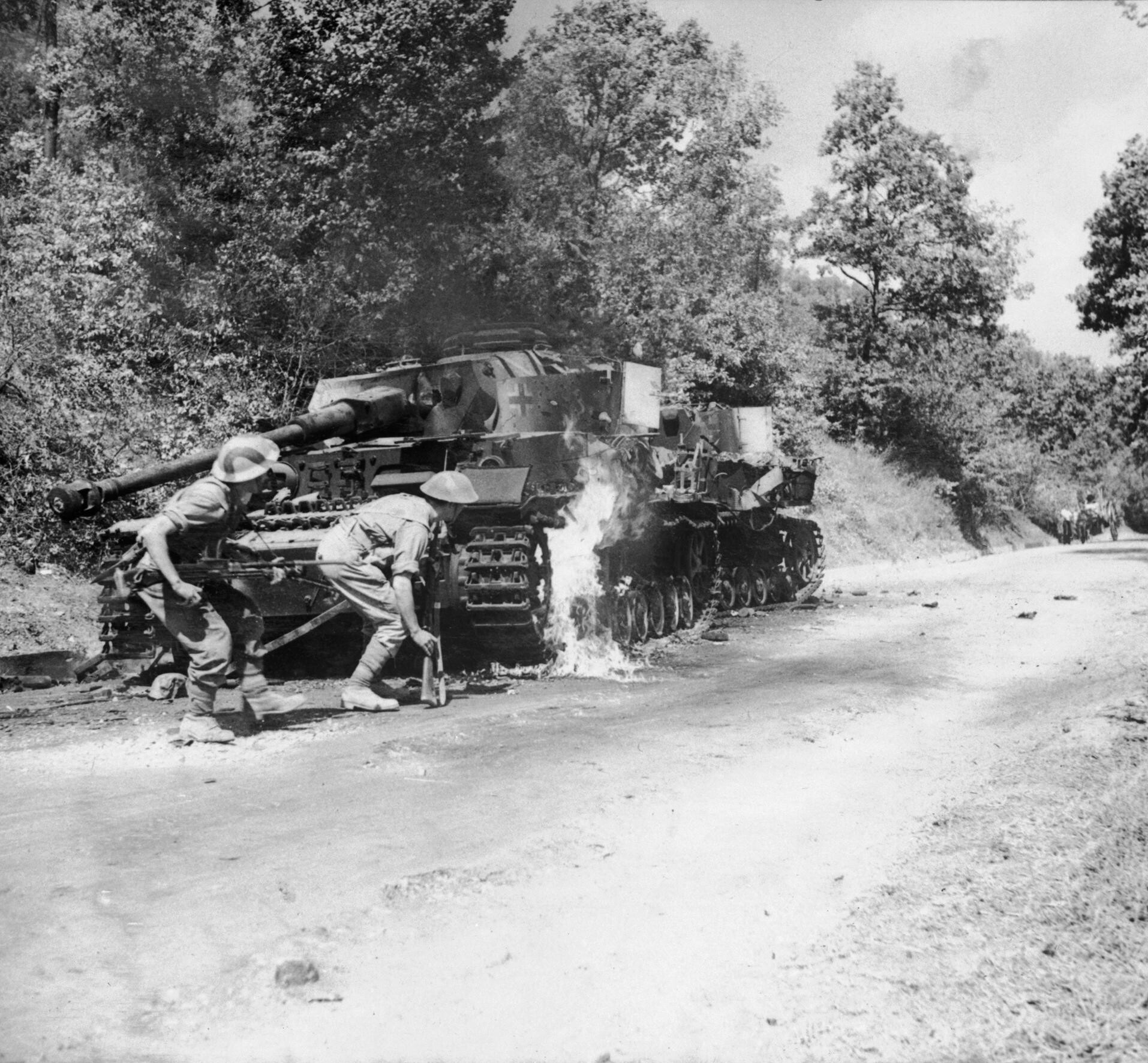
Dois soldados ingleses inspecionam um tanque alemão destruído.